# Wien, du Stadt meiner Träume
Wien, du Stadt meiner Träume ist eine österreichische musikalische Liebesfilmkomödie aus dem Jahre 1957, die am 19. Dezember 1957 uraufgeführt wurde. Es war der letzte Film, an dem Willi Forst mitgearbeitet hatte.

## Handlung
Als König Alexander von Alanien in Wien, der Stadt seiner Träume, inoffiziell zu Besuch ist und ihm alle schönen Seiten von Wien gezeigt werden, erfährt er von seiner Absetzung aufgrund eines Staatsstreichs.
Der gestürzte, keinesfalls überhebliche Monarch erhält eine Stelle als Chauffeur und verliebt sich in die Bildhauerin Elisabeth Seyboldt. Prinzessin Sandra von Alanien fühlt sich zu Musikprofessor Peter Lehnert hingezogen, wo sie Klavierstunden nimmt.
Es folgt ein schöner Abend bei einem Grinzinger Heurigen, wo Wein getrunken wird und Wienerlieder gesungen werden. Als alle zufrieden sind, wird Alexander aber wieder in seiner Heimat benötigt, da die Regierung nicht auf ihn verzichten kann. Er soll die Funktion als neuer Staatspräsident von Alanien wahrnehmen.